# 柴胡叶链荚豆
柴胡叶链荚豆（学名：Alysicarpus bupleurifolius），又名長葉煉莢豆，为豆科链荚豆属下的一个种。

## 扩展阅读
- 維基物種上的相關：柴胡叶链荚豆